# Woodward (Iowa)
Woodward és una població dels Estats Units a l'estat d'Iowa. Segons el cens del 2000 tenia 1.200 habitants.

## Demografia
Segons el cens del 2000, Woodward tenia 1.200 habitants, 490 habitatges, i 309 famílies. La densitat de població era de 509,1 habitants/km².
Dels 490 habitatges en un 34,9% hi vivien nens de menys de 18 anys, en un 47,8% hi vivien parelles casades, en un 11,4% dones solteres, i en un 36,9% no eren unitats familiars. En el 32,2% dels habitatges hi vivien persones soles el 14,3% de les quals corresponia a persones de 65 anys o més que vivien soles. El nombre mitjà de persones vivint en cada habitatge era de 2,39 i el nombre mitjà de persones que vivien en cada família era de 3,06.
Per edats la població es repartia de la següent manera: un 28,3% tenia menys de 18 anys, un 7,2% entre 18 i 24, un 29,3% entre 25 i 44, un 21,8% de 45 a 60 i un 13,3% 65 anys o més.
L'edat mediana era de 37 anys. Per cada 100 dones de 18 o més anys hi havia 82,6 homes.
La renda mediana per habitatge era de 35.647 $ i la renda mediana per família de 43.333 $. Els homes tenien una renda mediana de 29.500 $ mentre que les dones 23.625 $. La renda per capita de la població era de 19.501 $. Entorn del 4,7% de les famílies i el 6,9% de la població estaven per davall del llindar de pobresa.

## Poblacions més properes
El següent diagrama mostra les poblacions més properes.